# بيت الحيد (المحابشة)

تعديل مصدري - تعديل

بيت الحيد هي إحدى قرى عزلة حجر بمديرية المحابشة التابعة لمحافظة حجة، بلغ تعداد سكانها 69 نسمة حسب تعداد اليمن لعام 2004.